# Éco-sphère
Cet article concerne un objet de décoration résultant de recherches de la NASA. Pour le terme d'écologie désignant un système naturel, voir écosphère.

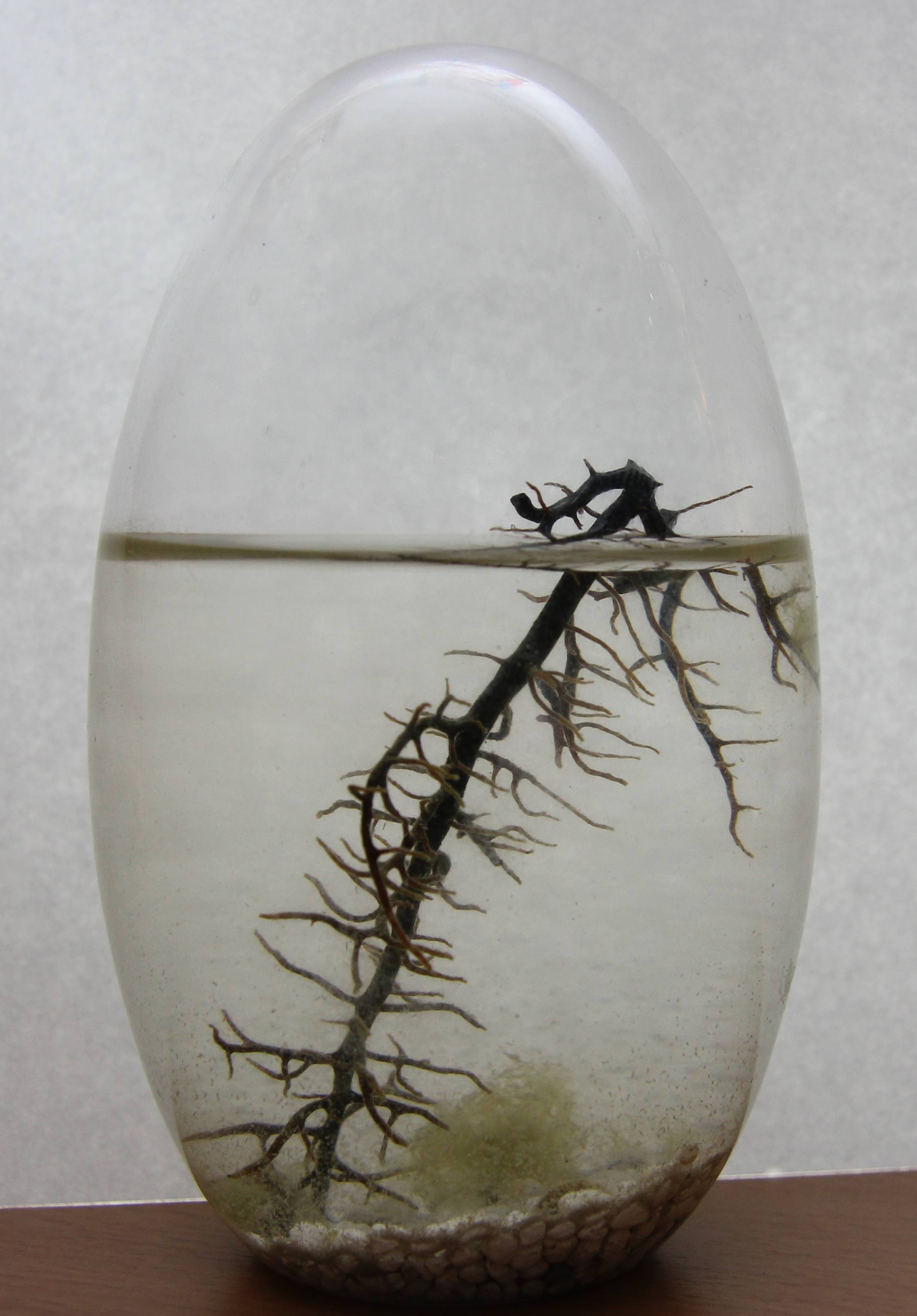
Écosphere en forme d’œuf.

Une éco-sphère est un petit globe de verre qui reproduit le cycle de vie sur terre. Cet objet de décoration est le fruit de recherches de la NASA. Les scientifiques à l'origine de cette recherche sont les docteurs Joe Hanson et Clair Folsome. La NASA s'intéressait à ce projet pour deux raisons : 
- faire progresser le programme « Mission de la NASA pour la planète Terre » qui étudie la biosphère de notre globe ;
- apporter des éléments pour les recherches que fait la NASA sur des systèmes biologiques nécessaires à la création et l'autonomie des stations spatiales.

Dans une éco-sphère on retrouve :
1. Des crevettes (espèce choisie car non agressive) ;
2. De l'eau de mer filtrée ;
3. Des algues ;
4. Des gorgones ;
5. Des cailloux ;
6. De l'air (contenant du dioxygène et du dioxyde de carbone).

Tout ceci est nécessaire pour faire vivre l'écosphère. Si le système est fermé au niveau matériel, il est ouvert au niveau énergétique ; l'écosphère a besoin de lumière pour fonctionner.